# Сорвиголова: Рождённый заново (2-й сезон)
Второй сезон американского телесериала «Сорвиголова: Рождённый заново» основан на комиксах Marvel с участием персонажа Сорвиголовы, и он продолжает события сериала «Сорвиголова» (2015—2018) от Marvel Television и Netflix. Действие сезона разворачивается в Кинематографической вселенной Marvel (КВМ) и он напрямую связан с фильмами и телесериалами франшизы. Производством сезона занимается Marvel Studios через собственный телевизионный лейбл Marvel Television, шоураннером выступает Дарио Скардапейн, а главными режиссёрами — Джастин Бенсон и Аарон Мурхед.
Чарли Кокс повторяет свою роль Мэтта Мёрдока / Сорвиголовы из сериала Marvel от Netflix и предыдущих проектов Marvel Studios. Другие роли также исполняют: Винсент Д’Онофрио, Маргарите Левиева, Дебора Энн Уолл, Элден Хенсон, Уилсон Бетел, Никки М. Джеймс, Джиннея Уолтон, Кларк Джонсон, Майкл Гандольфини, Айелет Зорер и Джон Бернтал, которые вернулись из первого сезона. К ним присоединилась Кристен Риттер Разработка нового сериала про Сорвиголову началась в марте 2022 года, а в июле 2022 года было объявлено, что сериал будет называться «Рождённый заново», и что его первый сезон будет состоять из 18 эпизодов. К концу сентября Marvel Studios решила пересмотреть подход к сериалу, после начала съёмок. Скардапейн, Бенсон и Мурхед были наняты, чтобы переработать сериал, и запланированные 18 эпизодов были разделены на два сезона. Съемки второго сезона начались в конце февраля 2025 года и, как планируется, продлятся до июля этого же года.
Премьера второго сезона запланирована на Disney+ на начало-середину 2026 года, и он будет состоять из восьми эпизодов. Он будет частью Шестой фазы КВМ.

## Эпизоды
| № общий | № в сезоне | Название | Режиссёр                      | Автор сценария | Дата премьеры |
| ------- | ---------- | -------- | ----------------------------- | -------------- | ------------- |
| 10      | 1          | TBA      | Джастин Бенсон и Аарон Мурхед | TBD            | март 2026     |

Сезон будет состоять из восьми эпизодов, и Джастин Бенсон и Аарон Мурхед станут режиссёрами некоторых из этих эпизодов, включая второй, наряду с Сольваном Наимом и Иэном Б. Макдональдом.

## Актёры и персонажи

### Основной состав
- Чарли Кокс — Мэтт Мёрдок / Сорвиголова: Слепой адвокат из Адской кухни в Нью-Йорке, который ведёт двойную жизнь линчевателя в маске[6]
- Винсент Д’Онофрио — Уилсон Фиск / Кингпин: Влиятельный бизнесмен и криминальный авторитет, который является мэром Нью-Йорка[7]
- Маргарита Левиева — Хэзер Гленн: Психотерапевт и бывшая девушка Мёрдока, которая является Уполномоченным по психическому здоровью[8]
- Дебора Энн Уолл — Карен Пейдж: Бывший репортёр, друг и бывший партнёр Мёрдока в юридической фирме «Нельсон, Мёрдок и Пейдж»[9]
- Элден Хенсон — Франклин «Фогги» Нельсон: Лучший друг и бывший партнёр-адвокат Мёрдока, который был убит Дексом по приказу Ванессы Фиск в первом сезоне[9]
- Уилсон Бетел — Бенджамин «Декс» Пойндекстер / Меченый: Убийца-психопат и бывший агент ФБР, который является высококвалифицированным стрелком, способный использовать практически любой предмет в качестве смертоносного снаряда[10]
- Никки М. Джеймс — Кирстен Макдаффи: Бывший помощник окружного прокурора Нью-Йорка и бывший партнёр Мёрдока по юридической фирме[8]
- Джиннея Уолтон — Б. Б. Урих: Журналистка для «BB Report» и племянница покойного Бена Уриха[8]
- Кларк Джонсон — Черри: Отставной офицер Департамента полиции Нью-Йорка (NYPD), который работает следователем в юридической фирме «Мёрдок и Макдаффи»[8]
- Майкл Гандольфини — Дэниел Блейк: Протеже Фиска и заместитель мэра по коммуникациям[8]
- Айелет Зорер — Ванесса Фиск: Жена Уилсона, которая является частью его криминальной империи[11]
- Джон Бернтал — Фрэнк Касл / Каратель:
Линчеватель, который стремится бороться с преступным миром любыми необходимыми средствами, какими бы смертельными ни были результаты, после жестокого убийства его семьи[12]
- Кристен Риттер — Джессика Джонс: Бывшая супергероиня со сверхчеловеческой силой и ограниченными возможностями полёта, страдающая от ПТСР, которая руководит собственным детективным агентством и становится союзником Мёрдока в сопротивлении[13][14]

### Второстепенный состав
- Мэттью Лиллард[15][16]
- Лили Тейлор — губернатор Нью-Йорка и политический оппонент Фиска[16][17]

### Приглашённые актёры
- Сьюзи Варон — Джози: Владелица бара Josie’s Bar[18]

Кроме того, Сидни Парра, Энни Пэрисс, и Джеймс Армстронг также получили роли в сезоне.

## Производство

### Разработка
В марте 2022 года сообщалось, что Marvel Studios начала разработку перезапуск телесериала Netflix «Сорвиголова» (2015—2018). В конце мая было подтверждено, что сериал находится в разработке для Disney+, а Кристофер Орд и Мэтт Корман были назначены главными сценаристами и исполнительными продюсерами. В июле того же года на San Diego Comic-Con было объявлено, что сериал получит название «Сорвиголова: Рождённый заново», и что первый сезон будет состоять из 18 эпизодов. К концу сентября 2023 года, после того как было снято шесть эпизодов, Marvel Studios решила переосмыслить сериал, задав ему новое творческое направление. Кормана и Орда освободили от их обязанностей главных сценаристов, как и режиссёров оставшейся части сериала. Marvel планировала сохранить некоторые элементы, которые уже были сняты, добавить новые сериальные элементы и приблизиться к тону сериалов Netflix. Творческая команда также решила связать новый сериал с оригинальным сериалом более непосредственно, чем планировалось ранее. В октябре 2023 года Дарио Скардапейн, сценарист сериала Netflix «Каратель» (2017—2019), который является спин-оффом «Сорвиголовы», был нанят в качестве шоураннера для «Рождённого заново». Дуэт режиссёров Джастина Бенсона и Аарона Мурхеда, который ранее работали над сериалом Marvel Studios «Лунный рыцарь» (2022) и вторым сезоном «Локи» (2023), были наняты, чтобы снять оставшиеся эпизоды первого сезона.
В августе 2024 года президент Marvel Studios Кевин Файги сказал, что было завершено производство девяти эпизодов, из которых будет состоять первый сезон «Рождённого заново», и что был запланирован второй сезон; в результате творческого переосмысления запланированный 18-серийный сезон был разделён на два сезона по девять серий. В феврале 2025 года было подтверждено, что Скардапейн, Бенсон и Мурхед вернутся во втором сезоне, причём Бенсон и Мурхед станут режиссёрами некоторых из этих эпизодов, включая первый и второй. Скардапейн сказал, что второй сезон будет состоять лишь из восьми эпизодов, и описал его производство как «получше смазанную машину». Исполнительными продюсерами сезона стали Файги, Луис Д’Эспозито, Брэд Уиндербаум и Сара Аманат, а также Скардапейн, Бенсон и Мурхед. Сериал будет выпущен под лейблом Marvel Studios под названием Marvel Television.

### Сценарий
Первоначальный взгляд на сериал был описан как юридический процедурал, который был мрачным, но не таким кровавым, как сериал Netflix, и более эпизодическим, чем другие сериалы Marvel Studios, с «самодостаточными» эпизодами. В марте 2023 года Винсент Д’Онофрио, который играет Уилсона Фиска / Кингпин, сказал, что они работают над двумя сезонами, и во время второго сезона будут «гигантские развязки». После творческого переосмысления сериала были добавлены сериализованные элементы, и актёры сказали, что события оригинального сериала будут частью историй их персонажей. Некоторые новые сюжетные линии основаны на этих событиях, но они не хотели слишком зацикливаться на прошлом или отталкивать новых зрителей.
В феврале 2025 года Скардапейн описал второй сезон как «вторую часть», основанную на том, что было сделано с первым сезоном, с визуальными подсказками, темами и пасхалками, «которые окупаются чудовищно». Он сказал, что сценарии для семи эпизодов были «заперты, заряжены и готовы к работе» ещё до начала съёмок. Скардапейн всё ещё работал над финалом сезона, так как хотел иметь возможность включить элементы, которые были обнаружены во время съёмок, подобно традиционным сетевым телесериалам, где перед съёмкой пишется всего несколько эпизодов. Финальный эпизод был завершён к маю 2025 года. Звезда сериала Чарли Кокс похвалил Скардапейна за сценарии, считая, что в этом сезоне были написаны одни из лучших сценариев для сериала и что сезон позволил персонажам, которые, по мнению Кокса, в первой версии сериала «остались на заднем плане», «обрести глубину», создав сильную актёрскую команду для сезона.
Скардапейн сказал, что Фиск является «основным злодеем» сериале, но в нём также присутствуют и друге антагонисты, которые будут «накапливаться» по мере развития сюжета. К ним относится и серийный убийца Муза, сюжетная линия которого имеет «волновой эффект» от первого сезона ко второму. К концу первого сезона Фиск ввёл в Нью-Йорке военное положение и запер своих политических противников в клетках. Д’Онофрио заявил, что введение военного положения было «грандиозным планом» Фиска, который позволил бы ему «совершить как можно больше преступлений и избавиться от линчевателей», и что у него были более масштабные планы за пределами Нью-Йорка по расширению своей власти и охвата. Из-за действий Фиска персонажи оказываются разделены на два лагеря в этом сезоне: сопротивление Мэтта Мёрдока и администрацию Фиска. Скардапейн назвал этот сезон «историей сопротивления» и что сезон будет исследовать, как Мёрдок, который нашёл баланс со своей жизнью в качестве линчевателя Сорвиголовы в конце первого сезона, сможет продолжать свою деятельность, когда быть линчевателем теперь является преступлением. Армия сопротивления Мёрдока расширяется на протяжении всего сезона, включая персонажей «из нашего мира, которых мы ещё не видели». Скардапейн добавил, что среди них будут и другие герои из команды Защитников от Netflix, хотя он признал, что включить их в повествование было «сложно с точки зрения написания сценариев», поскольку сценаристы всё же хотели, чтобы история была органичной, заявив, что «причины появления конкретных персонажей должны быть очень веская». Позже выяснилось, что Джессика Джонс станет одной из союзниц Мёрдока.
Несмотря на то, что Франклин «Фогги» Нельсон был убит в первом эпизоде сериала, он вернётся во втором сезоне. Аманат сказала, что Элден Хенсон (Нельсон) и Дебора Энн Уолл (Карен Пейдж) оба будут появляться в течение сезона «по-разному», и сказала, что творческая команда не могла «видеть сезон „Сорвиголовы“ без [Хенсона] в той или иной форме». Было отмечено, что юридическая фирма «Нельсон, Мёрдок и Пейдж» в первом сезоне имеет номер дома 468, что Джеймс Уитбрук из Gizmodo счел пасхалкой к Daredevil, том 2 #88 (наследие #468). Сюжет этого выпуска, написанный Эдом Брубейкером, Дэвидом Аха и Фрэнком Д’Арматой, называется «Тайная жизнь Фогги Нельсона», где Нельсон, по всей видимости, был убит, но на самом деле выжил и заключил сделку с ФБР, чтобы попасть в программу защиты свидетелей. Уитбрук задавался вопросом, будет ли во втором сезоне раскрыто, что Нельсон жив. Он отметил, что существуют существенные различия между смертью Нельсона в сериале, которая «оставляет очень мало места для неясностей», и его смертью в комиксе, но Уитбрук также отметил, что в сериалах Netflix были случаи, когда персонажей воскрешали сверхъестественным способом. Комментируя теорию с пасхалкой, Мурхед сказал, что уличные герои, как правило, не взаимодействуют с чем-то сверхъестественным, что приводит к «гораздо более серьёзным последствиям, когда удары причиняют больше боли, крови — больше, получение травмы имеет большее значение, а смерть очень часто означает, что ты на самом деле мёртв».

### Кастинг
Чарли Кокс, Винсент Д’Онофрио, Маргарита Левиева, Дебора Энн Уолл, Элден Хенсон, Уилсон Бетел, Никки М. Джеймс, Дженнея Уолтон, Кларк Джонсон, Майкл Гандольфини, Айелет Зорер и Джон Бернтал возвращаются из первого сезона в соответствующих ролях Мэтта Мёрдока / Сорвиголовы, Уилсона Фиска / Кингпина, Хэзер Гленн, Карен Пейдж, Франклина «Фогги» Нельсона, Бенджамина «Декса» Пойндекстера / Меченого, Кристен Макдаффи, Б. Б. Урих, Черри, Дэниела Блейка, Ванессы Фиск и Фрэнка Касла / Карателя.
В конце февраля 2025 года Мэттью Лиллард присоединился к актёрскому составу в сезоне в повторяющейся роли. Он назвал её «небольшой ролью на данный момент» и выразил надежду, что персонаж сможет вернуться в будущем. В следующем месяце Лили Тейлор присоединилась к сериалу в ещё одной повторяющейся роли в качестве губернатора Нью-Йорка и политического противника Фиска. Также в марте фотографии со съёмочной площадки показали, что Сидни Парра, Энни Пэрисс и Джеймс Армстронг также являются частью актёрского состава. Среди приглашённых звёзд была Сьюзан Варон, которая исполняет роль Джози. В мае 2025 года было объявлено, что Кристен Риттер было объявлено, что Кристен Риттер вернётся к своей роли Джессики Джонс из сериалов Marvel от Netflix в этом сезоне.

### Дизайн
В этом сезоне представлен чёрный костюм Сорвиголовы с красной эмблемой в виде двух букв D на груди, похожей на ту, что была показана в сюжетной линии комикса Shadowland (2010). Это первый раз, когда персонаж надевает костюм с эмблемой на груди в КВМ. Просматривая фотографии костюма со съёмочной площадки, Фелипе Ранхель из Screen Rant сказал, что под чёрным были заметны красные пятна. Он предположил, что Мёрдок закрасил свой красный костюм из первого сезона. Костюм Декса в этом сезоне украшен синей эмблемой в виде мишени на лбу, похожей на белую эмблему из комиксов.

### Съёмки
Основные съёмки сериала начались 28 февраля 2025 года под рабочим названием «Out the Kitchen 2», и режиссёрами выступили Бенсон и Мурхед, Наим и Макдональд. Хиллари Файф Спера возвращается в качестве оператора из первого сезона, наряду с Джеффри Уолдроном для эпизодов Наима и Макдональда. В конце марта 2025 года съёмки проходили в Гринпойнте, Бруклин, на съёмочной площадке Бара Джози, где Кокс был одет в свой чёрный костюм Сорвиголовы. В начале апреля Бетел снимался в своих сценах в Челси, Манхэттен. Планируется, что съёмки продлятся до июля 2025 года.

### Пост-продакшн
Мелисса Лоусон Чун возвращается в качестве монтажёра из первого сезона.

## Маркетинг
В мае 2025 года Кокс и Риттер появились апфронте Disney, где они впервые показали кадры из этого сезона, и Кокс подтвердил, что персонаж будет носить «культовый» костюм Сорвиголовы с эмблемой в виде двух переплетённых букв D на груди.

## Релиз
Премьера второго сезона запланирована на начало-середину 2026 года, и он будет состоять из восьми эпизодов. Он станет частью Шестой фазы КВМ, и Marvel Studios выпустит его под лейблом Marvel Television.